# Arnold Schaefer
Arnold Dietrich Schaefer (Brema, 16 ottobre 1819 – Bonn, 19 novembre 1883) è stato uno storico tedesco.

## Biografia
Studiò filologia e storia all'Università di Lipsia, dove fu  influenzato da Gottfried Hermann (1772-1848) e Moritz Haupt (1808-1874). Dopo la laurea, fu convinto dall'educatore Karl Justus Blochmann (1786-1855) a trasferirsi a Dresda, dove successivamente insegnò storia e lingue antiche presso il ginnasio di Vitzthum. Nel 1851 fu nominato nella scuola statale reale sassone a Grimma.
Alla fine di novembre 1857, divenne un professore ordinario di storia all'Università di Greifswald; diversi anni dopo (1865), iniziò a lavorare come professore all'Università di Bonn, dove rimase fino alla sua morte nel 1883.

## Opere
- Geschichtstabellen zum Auswendiglernen (1847).
- Demosthenes und seine Zeit (1856–58).
- Abriß der Quellenkunde der griechischen Geschichte bis auf Polybios (1867) .
- Geschichte des siebenjährigen Kriegs (1867–74), tre volumi.
- Abriß der Quellenkunde der griechischen und römischen Geschichte (1883).